# Françoise Gravillon
Françoise Gravillon, född 1710, död 1781, var en fransk-nederländsk skådespelare, operasångare och teaterdirektör.

## Biografi
Françoise Gravillon var dotter till fransmannen Pierre Gravillon, anställd vid det nederländska hovet, och Jeanne Rat, och gifte sig 1728 med den franska musikern Jean Baptiste Anselme.
Hon var mellan 1750 och 1769 engagerad vid den franska teatern Franse Comedie i Haag, som verkade 1749–1793 i en lokal hyrd av Anna de Quintana, och var även med i dess styrelse. Hon var med i frimurarlogen De Juste för aristokrater och franska artister vid samma tid. Mellan 1759 och 1767 var hon tillsammans med sin dotter Rose Anselme direktör för franska teatern i Haag efter sin make.
Som skådespelare finns inget omnämnt om henne, men som direktör fick hon god kritik och drev teatern med framgång: många nya pjäser hade premiär på hennes teater, flera stycken sattes upp på nytt, vilket visar framgång, och teatern drevs med vinst i flera år, medan de flesta av hennes efterträdare vanligen tvingades avgå efter en kort tid.